# Theridion nasinotum
Theridion nasinotum là một loài nhện trong họ Theridiidae.
Loài này thuộc chi Theridion. Theridion nasinotum được Lodovico di Caporiacco miêu tả năm 1949.